# Johann Büchner (Politiker)
Johann Büchner, auch Johannes Büchner (* 18. Juli 1756 in Frankfurt am Main; † 5. Oktober 1834 ebenda) war ein deutscher Jurist und Politiker.

## Leben
Büchner war ein Sohn des Frankfurter Schulmeisters Johann Georg Büchner. Nach dem Besuch des Städtischen Gymnasiums studierte er Rechtswissenschaften in Jena und ließ sich 1778 als Advokat in seiner Heimatstadt Frankfurt nieder. 1789 wurde er städtischer Kanzleirat, 1792 Syndikus.
Großherzog Carl Theodor von Dalberg berief ihn zum Appellationsgerichtsrat am Schöffen-Appellationsgericht Frankfurt (siehe Gerichtsorganisation im Großherzogtum Frankfurt). Nach dem Ende des Großherzogtums Frankfurt kehrte er zunächst in seine frühere Stellung als Syndikus zurück und wurde 1815 Präsident der Kommission für die Konstitutionsergänzungsakte, welche die Verfassung der Freien Stadt Frankfurt ausarbeitete.
Ab 1816 war Büchner Senator und Schöffe. 1821 wurde er zum Älteren Bürgermeister gewählt. 1824 bis 1833 war er Gerichtsschultheiß und Appellationsgerichtspräsident der Freien Stadt Frankfurt.